# Conferința de la Moscova (1941)
Prima conferință de la Moscova din timpul celui de-al Doilea Război Mondial a avut loc în perioada 29 septembrie – 1 octombrie 1941. W. Averell Harriman (en), reprezentând SUA și Lord Beaverbrook, reprezentând Regatul Unit, s-au întâlnit cu I. V. Stalin pentru a-i oferi garanții cu privire la sprijinul și ajutorul Aliaților occidentali  în lupta împotriva inamicului comun, Germania Nazistă. 